# المتمة (السودان)
المَتَمَة مدينة تقع في ولاية نهر النيل بشمال السودان على ارتفاع 379 متر (1243.43 قدم) فوق سطح البحر وتبعد عن العاصمة الخرطوم بمسافة 152 كيلومتر (94.44 ميل) 

## معنى التسمية
ذكر هرمز رسام، سفير بريطانيا إلى بلاط إمبراطور الحبشة يوهانس الرابع الذي سافر إلى المتمة في نوفمبر / تشرين الثاني سنة 1865 م، بأن «المتمة» لفظ عربي مشتق من كلمة المُتَمِّمَة (بضم الميم الأولى وتشديد الميم الثانية بالكسرة) ويعني المُكملة أي الخاتمة أو النهاية، للدلالة على أن المكان هو نهاية إقليم حكام الجعليين، أي آخر نقطة في دار جعل التي كانت تبدأ من منطقة أبو حمد وتنتهي في الشلال السادس قرب المتمة السودانية. و أما المتمة الإثيوبية (بالأمهرية መተማ) التي يرقد فيها جثمان المك نمر، فقد أطلق عليها الاسم تيمناً بالمتمة السودانية.

## التاريخ
يرتبط تاريخ المتمة الحديث ارتباطاً وثيقاً بتاريخ حكم المك نمر بن محمد الجعلي السعدابي وبغزوة إسماعيل كامل باشا ابن محمد علي باشا خديوي مصر وحملتي محمد بك الدفتر دار صهر محمد علي باشا والأمير محمود ود أحمد قائد جيش المهدية في شمال السودان. وكانت المتمة مقر حكم النفيعاب الذين تنازعوا الحكم مع أبناء عمومتهم السعداب، أكبر فروع الجعليين وكانوا في شندي وذلك في الفترة 1558 وحتى 1821م. 

ففي عام 1821 م، عندما غزت قوات والي مصر العثماني بلاد السودان بقيادة إبنه إسماعيل باشا ودانت له دنقلا و بربر ومملكة الشايقية وغيرها من الممالك القبلية في شمال السودان، استدعى الباشا ملك الجعليين المك نمر إلى شندي لتقديم ولاء الطاعة، إلا أن المك نمر أرسل ابنه نيابة عنه الأمر الذي أثار شكوك الباشا في ولائه فأمر بحضوره ومرافقته في زحفه نحو سنار عاصمة الفونج الذين كانوا يحكمون السودان في ذلك الوقت عندما كان مُلكهم في أسوأ حالات ضعفه. وبعد سقوط سنار طلب إسماعيل كامل باشا من المك نمر تقديم ضريبة باهظة تشمل الرقيق والماشية والحبوب. وعندما اعترض المك نمر على حجم الضريبة الضخم وجه إليه الباشا إهانة بالغة الأمر الذي أدّى بالمك نمر إلى تدبير حيلة تم فيها قتل الباشا حرقاً في خيمته. أدّت الحادثة إلى وقوع حملات انتقامية وعمليات قتل وتنكيل راح ضحيتها الآلاف من السودانيين وفي مقدمتهم أهالي المتمة التي عاث فيها محمد بك الدفتر دار صهر محمد علي باشا وقائد تلك الحملات خراباً ودماراً وتقتيلا. ثم اتجه لمطاردة المك نمر الذي قرر الفرار إلى بلاد الحبشة وأقام عاصمة جديدة لمُلكه على الحدود الحبشية السودانية باسم المتمة.
تعرضت المتمة إلى حادثة تقتيل وخراب أخرى إبان عهد المهدية عندما رفض الأمير عبد الله ود سعد زعيم الجعليين الإذعان إلى أوامر الخليفة عبد الله التعايشي بإخلاء المتمة لتعسكر فيها قوات الأمير محمود ود أحمد قائد المهدية في شمال السودان الذي كان يعد العدّة لملاقاة جيش الغزو الإنجليزي المصري بقيادة الجنرال كتشنر . وبعد أن استعان ود سعد بالجنرال كتشنر لمجابهة جيش الأنصار دار قتال في المتمة بينهم وبينه انتهى بهزيمته وقتل أعداد كبيرة من قواته وأنصاره في حين أنهزم الأمير ود أحمد في معركة عطبرة ووقع في الأسر على يد الجيش الغازي.

## الموقع الجغرافي والطوبوغرافيا
تقع المتمة في الجزء الجنوبي الغربي لولاية نهر النيل بين خطي عرض 16 درجة جنوبا و 17 درجة شمالا وخطي طول 32 درجة غربا و 40، 33 درجة شرقا. وتمتد على طول شريط نهر النيل من الناحية الغربية حتى محلية الدامر التي تحدها من جهة الشمال من قرية بقروسي بالضفة اليسرى وحتى حدود الولاية الشمالية . وأما من الغرب فتحد المتمة محلية مروي و ولاية شمال كردفان، ومن الشرق مجرى نهر النيل ومحلية شندي وجنوباً ولاية الخرطوم حتى الوفاق والشلال السادس .
ومن الناحية الطوبوغرافية تقع المتمة في نطاق الحوض النوبي الغني بموارده المائية الجوفية. ويشكل نهر أهم مورد للمياه السطحية بها إلى جانب الأودية.

## المساحة
تبلغ مساحة المتمة حوالي 11723 كيلو متر (7284.33 ميل مربع)

## الإدارة
كانت المتمة إدارياً محافظة حتى عام 1991 ثم أصبحت بموجب قانون الحكم المحلي لسنة 2002م محلية تتبع لولاية نهر النيل.
وتتكون محلية المتمة من ثلاث وحدات إدارية وهي: 
1. وحدة المتمة (المدينة)
2. وحدة شمال المتمة (طيبة الخواض)
3. وحدة جنوب المتمة (ود حامد وحجر الطير)

## قرى وبوادي المتمة
الجنوب:
الجكيكة، ود حامد، الصلوعاب(5)، سلوة،
```
الهوبجي، طبقة، الكمر، ووادي الدابي
```

الشمال:
السيال الكبير، السيال الصغير، الكردة، الرحماب، الكمير، الجوير،قبة الشيخ سلمان ، النوراب، الصفر، المغاوير، طيبة، الخواض، الحريراب، الجبلاب، قوز بدر،
قوز برة، قوز ميرف، الشبطاب، كلي، الفرا حسين، أم سدرة، الأبيضاب، المكنية، الحليله .الكتياب، الجابراب، العقيدة، سقادي، وبقروسي ..

## السكان والتركيبة السكانية
يبلغ عدد سكان محلية المتمة 192,053 نسمة حسب نسبة معدل الزيادة العالمي (2.5%) ووفق تعداد عام 2008 يبلغ العدد 156,778 نسمة فيما يبلغ عدد القرى والفرقان (البوادي) 118 قرية. 
ويشكّل الجعليون أغلبية سكانها إلى جانب قبائل أخرى من بينها الشايقية والفادنية والحسانية والهواوير والعبابدة وغيرهم من قبائل وجماعات السودان الإثنية الأخرى.

## النشاط الاقتصادي
تعتبر الزراعة هي الحرفة الرئيسية لسكان المحلية وذلك بنسبة 90% من القوى العاملة فيها، تليها التجارة في الأسواق بما فيها الأسواق الإسبوعية بالقرى والبلدات الكبيرة مثل النوراب و ود حامد. ثم الرعي وتربية الحيوان والإنتاج الحيواني، إلى جانب بعض الأنشطة الحرفية الأخرى الصغيرة والخدمات المختلفة.
وتقدَّر الأراضي الصالحة للزراعة في المتمة بحوالي 4 مليون فدان يُستَغل منها حالياً حوالي 200 ألف فدان تتم فلاحتها بمحاصيل مثل البصل و البقوليات والخضروات والفواكه بأنواعها المختلفة والحبوب و الأعلاف.

## المناخ
يسود المتمة مناخ شبه صحراوي جاف شديد درجة الحرارة شحيح الأمطار.

### الحرارة
تتراوح درجة الحرارة ما بين 32 و 43 درجة مئوية ( 89.6 و 109.4 فهرنهايت) في الصيف، وما بين 11 و 30 درجة مئوية (51.8 و 91.4 فهرنهايت) في الشتاء. وتبلغ درجة الحرارة ذروتها في شهر يونيو / حزيران لتسجل 34 درجة مئوية (93.3 درجة فهرنهايت ) وتنخفض في يناير / كانون الثاني إلى (22 درجة مئوية (71.1 درجة فهرنهايت) ويبلغ متوسطها السنوي 30 درجة مئوية  ( درجة فهرنهايت).

### الأمطار
يتراوح معدل هطول الأمطار ما بين 100 مليمتر (3.9 بوصة) جنوب المتمة و 1 مليمتر (0.039 بوصة) شمالها في العام مما يجعل متوسط هطول الأمطار يصل إلى 8.2 مليمتر (0.32 بوصة) سنوياً ويسجل هطول الأمطار أعلى معدل له في شهر أغسطس / آب ليصل إلى 1.8 مليمتر (0.07 بوصة) بينما تهطل الأمطار في شهر سبتمبر / أيلول بمعدل يقلّ عن 0.6 مليمتر (0.23 بوصة).

### الرياح
تبلغ سرعة الرياح في المتوسط 7.08 كيلومتر في الساعة (4.4 ميل في الساعة) سنوياً أشدها في يونيو/ حزيران حيث تبلغ 8.36 كيلو متر في الساعة (5.2 ميل في الساعة) وأقلها درجة في أكتوبر / تشرين الأول 3.8 كيلومتر في الساعة (6.11 ميل في الساعة).

### الرطوبة
ترتفع نسبة الرطوبة في أغسطس / آب  لتصل إلى 38% وتخف في أبريل / نيسان لتهبط إلى 16.6% وبذلك يصبح المتوسط السنوي للرطوبة النسبية 26.6 %.

## الخدمات العامة

### الكهرباء
أصبحت المتمّة مرتبطة بالشبكة القومية بعد قيام سد مروي كما تم تمديد الكهرباء إلى بعض المشاريع الحكومية مثل مشروع كلي الضواب، والكمير طيبة، ومديني، والمتمة، والسيال.

### التعليم
تنتشر مؤسسات التعليم الحكومية الأكاديمية وذلك بكافة مراحله: الأساس والثانوي والجامعي.

### الصحة
- مستشفى المتمة التعليمي
- مستشفى الحسن بكلي
- مستشفى الشهيد الزبير بالجكيكة
- مستشفى علياء التخصصي بالمتمة

وهناك 41 مركزاً ووحدة صحية.

### الأمن والدفاع
توجد بالمتمّة مراكز للشرطة إلى جانب حامية أبو طليح التابعة للقوات المسلحة السودانية.

### الرياضة
توجد في المتمة عدة فرق رياضية و استاد رياضي واحد للمباريات والمنافسات والتمارين للفرق الرياضية المحلية الفرق التي تستضيفها المدينة.

### المصارف
يوجد بالمحلية مصرفين هما:
- بنك الأسرة
- البنـك الزراعـي

### السياحة
أهم المعالم اليساحية بالمدينة هي:
- موقع معركة أبو طليح
- بيت الكافر
- غابة بري
- امتداد المدينة المروية

### النقل  والإتصالات
ترتبط المتمة بطرق معبدة بالمدن الكبيرة في السودان بما فيها العاصمة الخرطوم وبطرق موسمية بالقرى والمناطق النائية. ويعتبر مطار الخرطوم الدولي أقرب مطار دولي إليها ويقع على بعد  151  كيلومتر ورمزه في منظمة ال إياتا هو (KRT) وفي منظمة إيكاو (HSSS)، يليه مطار مروي الجديد على بعد 250 كيلومتر ورمزه الدولي بال إياتا هو (MWE) 